# Школа за основно образовање одраслих „Обреновац”
Школа за основно образовање одраслих „Обреновац” (скраћено ШООО „Обреновац”) налази се у општини Обреновац у Београду.

## Историјат
Школа је основана 1973. године, а садашњи назив носи од 1991.

## О школи
Настава се одвија у 3 учионице за предметну и 2 за разредну наставу, један кабинет за информатику, а на располагању је и школска библиотека са око 5.500 наслова. Библиотека и учионице укупно имају 11 рачунара.
Основно образовање одраслих у школи је саставни део јединственог система васпитања и образовања. Развија се као опште образовање дато у оквиру Закона о основном образовању и васпитању. Наставним планом и програмом који се остварује у 8 разреда, а траје 3 године и стиче се похађањем наставе или полагањем испита. У свом дугогодишњем раду. школа је добила многа друштвена признања и награде. За то време, кроз школу је прошло више хиљада полазника.
Школа је током година развила одличну сарадњу са одређеним бројем школа и институција у више градова Србије, тако да се на тим пунктовима редовно одржава настава према предвиђеном плану и програму.